# 陳洪範 (嘉靖辛丑進士)
陳洪範（1509年—1564年），字錫卿，號華山，浙江杭州府仁和縣人，匠籍，明朝政治人物。

## 生平
嘉靖十六年（1537年）丁酉科浙江鄉試第八十六名舉人，二十年（1541年）中式辛丑科會試第一百九十一名，二甲第五十七名進士。授工部主事，鑿呂梁石以治洪水，出為汀州府知府，調歸德府知府，四十年（1561年）升四川按察司副使、兵備威茂，四十三年（1564年）卒。

## 家族
曾祖陳俊；祖父陳琓；父陳景祥，母黃氏。弟陳洪濛。子陳益謨，上思州知州。